# Средноазиатска кобра
Средноазиатската кобра (Naja oxiana) е вид змия от семейство Аспидови (Elapidae).

## Разпространение
Видът е разпространен в Афганистан, Индия, Иран, Киргизстан, Пакистан, Таджикистан, Туркменистан и Узбекистан.